# Aleurodamaeus cephalotes
Aleurodamaeus cephalotes är en kvalsterart som först beskrevs av Berlese 1916.  Aleurodamaeus cephalotes ingår i släktet Aleurodamaeus och familjen Aleurodamaeidae. Inga underarter finns listade i Catalogue of Life.